# Kahaani Ghar Ghar Kii
Kahaani Ghar Ghar Kii (Nederlands: Het verhaal van elk huis) is een Hindi soapserie die tussen 2008 en 2016 uitgezonden werd op de Indiase zender Star Plus. De soapserie is bedacht door Ekta Kapoor en geproduceerd door haar productiebedrijf Balaji Telefilms.